# アレーテ (小惑星)
アレーテ (197 Arete) は、小惑星帯に位置する表面がとても明るい小惑星の一つで、S型小惑星に分類される。
1879年5月21日にオーストリアの天文学者、ヨハン・パリサが発見し、ホメロスの『オデュッセイア』に登場するナウシカアの母アーレーテーにちなんで命名された。